# Justin Yak
Justin Yak († 2. Mai 2008) war ein sudanesischer Politiker.

## Karriere
Yak war Präsidentenberater und ein ehemaliger Minister des Südsudan und kam mit Dominic Dim Deng sowie 19 weiteren Personen bei einem Flugzeugabsturz ums Leben.